# Xanthippus (geslacht)
Xanthippus is een geslacht van rechtvleugeligen uit de familie veldsprinkhanen (Acrididae). De wetenschappelijke naam van dit geslacht is voor het eerst geldig gepubliceerd in 1884 door Saussure.

## Soorten
Het geslacht Xanthippus omvat de volgende soorten:
- Xanthippus aquilonius Otte, 1984
- Xanthippus brooksi Vickery, 1967
- Xanthippus corallipes Haldeman, 1852
- Xanthippus montanus Thomas, 1872
- Xanthippus olancha Caudell, 1921